# Třída Barbe (typ 520)
Třída Barbe (typ 520) je třída malých výsadkových lodí postavených pro německé námořnictvo. Jejich úkolem je především přeprava vojáků, nákladu a různého vybavení. Mohou být použity i jako pomocné minonosky. Postaveno bylo 22 jednotek této třídy. V roce 2008 sloužilo v německém námořnictvu posledních pět z nich. Několik vyřazených plavidel získalo na přelomu 80. a 90. let řecké námořnictvo.

## Stavba
Celkem bylo postaveno 22 jednotek této třídy v německé loděnici Howaldtswerke v Hamburku. Plavidla byla do služby přijata v druhé polovině 60. letech 20. století.
Jednotky třídy Barbe:
| Jméno           | Spuštěna | Vstup do služby   | Poznámka                                                                                      |
| --------------- | -------- | ----------------- | --------------------------------------------------------------------------------------------- |
| Butt (L 788)    |          | 7. května 1965    | Vyřazena 4. prosince 1992                                                                     |
| Brasse (L 789)  |          | 7. května 1965    | Vyřazena 16. dubna 1992                                                                       |
| Barbe (L 790)   |          | 10. ledna 1966    | Vyřazena 29. září 1991, v letech 1992-1993 získán Řeckem, přejmenován na Ios (L-167)          |
| Deplhin (L 791) |          | 10. ledna 1966    | Vyřazena 29. září 1991, v letech 1992-1993 získán Řeckem, přejmenován na Forengandros (L-170) |
| Flunder (L 760) |          | 22. února 1966    | Vyřazen květen 2001                                                                           |
| Karpfen (L 761) |          | 2. února 1966     | Vyřazena 30. ledna 1992                                                                       |
| Lachs (L 762)   |          | 24. března 1966   | Vyřazena 23. října 2024                                                                       |
| Plötze (L 763)  |          | 24. března 1966   | Vyřazen září 2001                                                                             |
| Rochen (L 764)  |          | 26. dubna 1966    | Vyřazena 7. února 1992, v únoru 1992 převzato Řeckem, přejmenováno na Serifos (L-195)         |
| Schlei (L 765)  |          | 26. července 1966 | Vyřazena 21. října 2017                                                                       |
| Stör (L 766)    |          | 26. července 1966 | Vyřazena 16. září 1992                                                                        |
| Tummler (L 767) |          | 26. června 1966   | Vyřazena 16. září 1992                                                                        |
| Wels (L 768)    |          | 27. června 1966   | Vyřazena 11. prosince 1992                                                                    |
| Zander (L 769)  |          | 26. srpna 1966    | Vyřazen únor 2002                                                                             |
| Dorsch (L 792)  |          | 24. června 1966   | Vyřazena 29. září 1991, v letech 1992-1993 získán Řeckem, přejmenován na Sikinos (L-168)      |
| Felchen (L 793) |          | 23. června 1966   | Vyřazena 25. října 1991                                                                       |
| Forelle (L 794) |          | 7. června 1966    | Vyřazena 1. listopadu 1991, v letech 1992-1993 získán Řeckem, přejmenován na Irakleia (L-169) |
| Inger (L 795)   |          | 16. srpna 1966    | Vyřazena 9. září 1991                                                                         |
| Makrele (L 796) |          | 16. září 1966     | Vyřazena 8. listopadu 1991                                                                    |
| Muräne (L 797)  |          | 16. září 1966     | Vyřazena 14. února 1992                                                                       |
| Renke (L 798)   |          | 26. října 1996    | Vyřazena 1. října 1988, dne 16. listopadu 1989 získán Řeckem, přejmenován na Naxos (L-178)    |
| Salm (L 799)    |          | 26. října 1996    | Vyřazena 1. října 1988, dne 16. listopadu 1989 získán Řeckem, přejmenován na Paros (L-179)    |

## Konstrukce

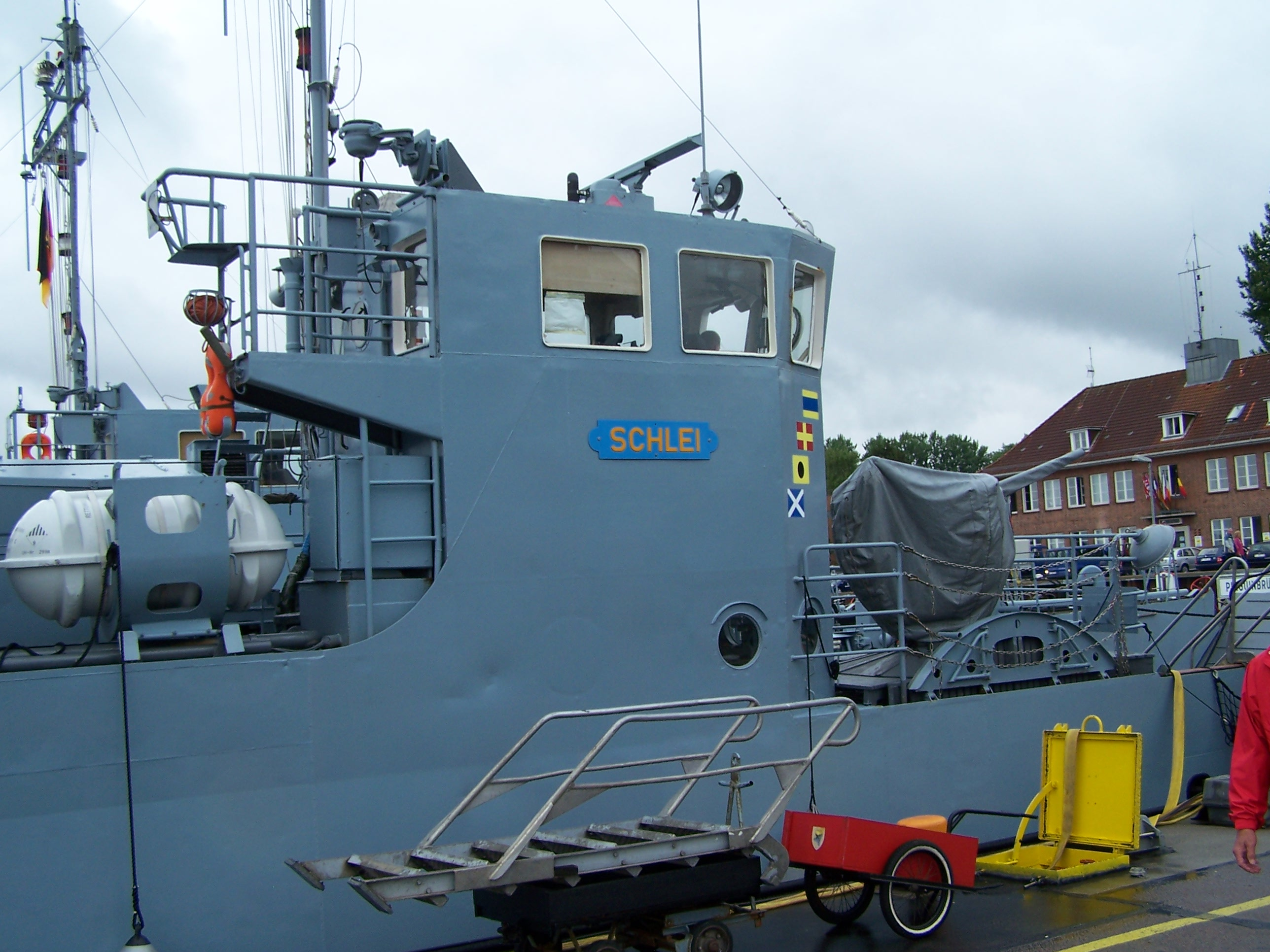
Schlei (L 765) v roce 2007

Plavidla konstrukčně vycházejí z výsadkových lodí typu LCU 1646. Mají nosnost až 237 tun nákladu. Výzbroj tvoří jeden 20mm kanón Rheinmetall Rh 202. Pohonný systém tvoří dva diesely, každý o výkonu 510 hp. Nejvyšší rychlost dosahuje 11 uzlů.